# 指宿海軍航空基地

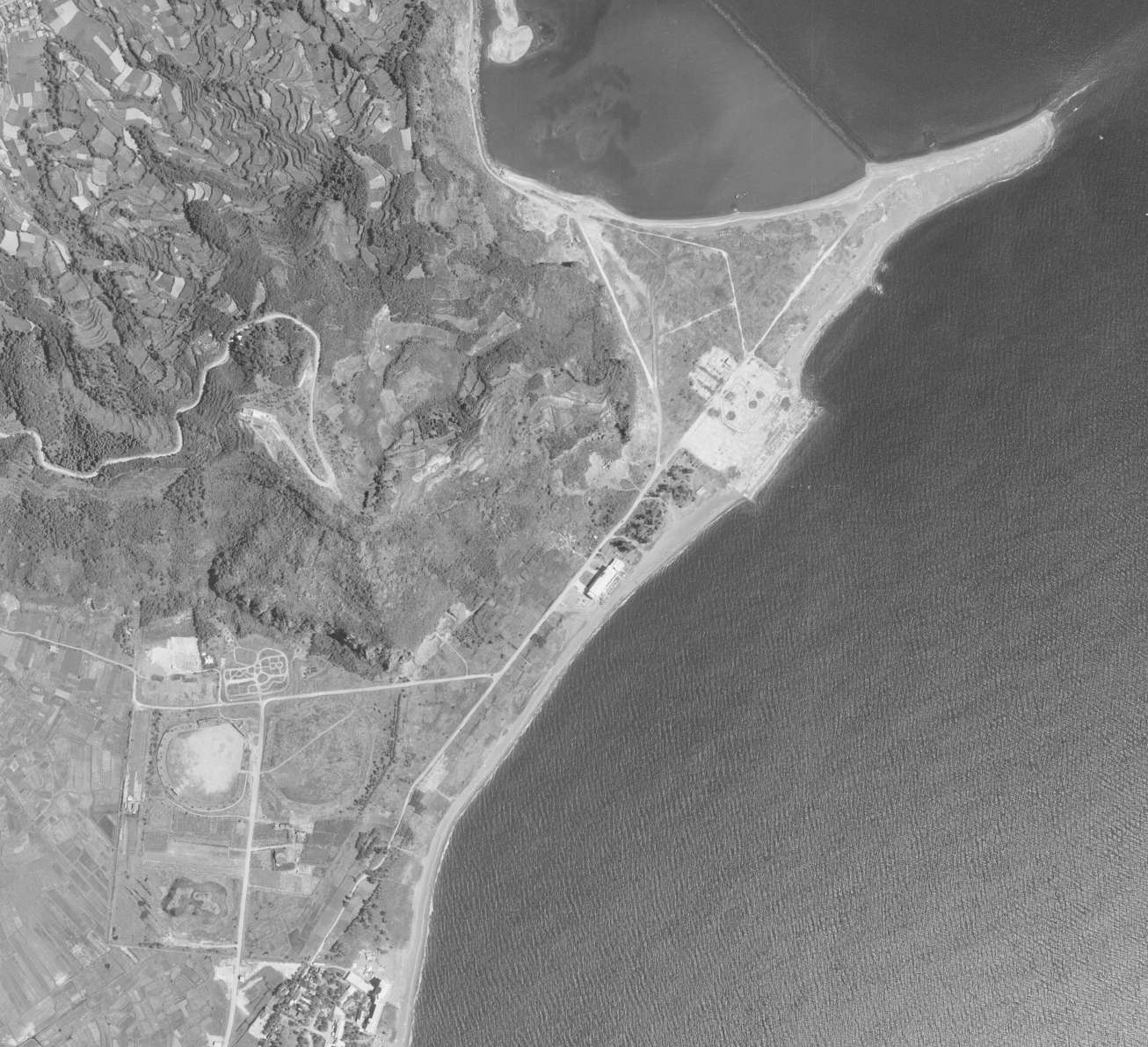
指宿海軍航空基地跡（1965年）
終戦から20年が経った基地跡の航空写真｡

指宿海軍航空基地（いぶすきかいぐんこうくうきち）は、鹿児島県指宿市東方の田良浜にかつて存在した大日本帝国海軍の航空基地である。

## 歴史
指宿海軍航空基地は、敵の潜水艦を捜索する水上偵察機の基地として昭和17年5月から昭和18年春にかけて建設された。また､鰻池から魚見岳中腹の間には､基地施設のために水道管が整備された｡飛行場兵舎は最後まで完成には至らなかった。
第二次世界大戦末期、沖縄決戦に賭けていた海軍だったが、敵の沖縄上陸以来特攻機の殆どを使い果たした。結果、敵の潜水機を偵察するために製造され、攻撃力のない水上偵察機や練習機までもを特攻機として使用した。
開隊は昭和19年1月1日、第四五三海軍航空隊の基地となり、同年、12月25日、第九百五十一水上偵察機・零式観測機で策敵訓練及び対潜哨戒・船団護衛等の任務に従事していた。参加した水上機は、零式水偵（三座）・九四式水偵（三座）・零式観測機（二座）の44機で82人の戦死者を出した。出撃期間は、菊水四号作戦の4月29日から7月3日までの菊水十号作戦までだった。
水上機特攻の最大の狙いは、夜間の月明かりを乗じて出撃し、沖縄周辺海域に集まっていた米軍艦船、輸送船を撃滅し、機動部隊の補給を絶つことだった。零式水偵は800キロ爆弾を、九四式水偵は500キロ爆弾を、零式観測機は250キロ爆弾を搭載し、重量過多のため片道燃料で飛び立った。
昭和20年5月5日、マリアナからのB29（11機）の攻撃を受けた。5月5日の指宿大空襲において焼失した。この戦争によって戦没者・殉職者192名に至る。

### 田良地区の移転
飛行場を建設するために、海軍省は田良浜の住民137戸を昭和17年3月から昭和17年6月まで4か月間をかけて強制移転させた。住民は、南迫45戸・十町田良40戸余り・湯之里12戸・潟口海軍官舎付近7戸・湊北稲荷神社付近4戸・湊南劇場裏3戸・柳田公民館付近1戸・大牟礼東2戸等、町内10か所に住むように命じられた。移転経費については、海軍省より支払われた。

### 配備されていた機種
- 零式水上探察機
- 九四式水上偵察機
- 零式観測機
- 二式大型飛行艇

### 終戦後
終戦直後の1945年に､中野友禮が率いる妙高企業株式会社がGHQから指宿の基地施設跡を塩田化する許可を得ている｡しかし塩田化の計画は､終戦直後の物価高などの理由により利益が上がらず､頓挫した｡
その後､海軍省に買収されていた基地跡の土地は､吉満敬勝(指宿町長)や有馬喜五郎(指宿町農業会長)により旧地主へ払い下げをするように請願が提出された｡土地の一部が1961年から1964年頃にかけて旧地主に払い下げを受けたが､田良の集落が戦前の姿に戻ることなかった｡結局､旧地主が払い下げを受けた土地は指宿市が買い取り､残りの土地もすべて指宿市が払い下げを受けて､基地跡は観光と市民交流の場へと姿を変えていった｡
1957年9月に錦江湾国立公園の一部となった基地跡の土地では､1960年に自衛隊の協力を得て尾掛海岸道路が開通し､1961年に市営野球場が整備された｡土地の一部が厚生省に無償貸付されて､1965年3月には指宿国民休暇村さつなん荘の事業が開始された｡この後も､1969年に指宿市民会館が完成し､1972年に完成した市営陸上競技場や1979年に完成した総合体育館などの施設が次々と建設され､市民交流の場として整備されている｡2000年には基地跡に指宿エコキャンプ場がオープンした。

指宿海軍航空基地哀惜の碑は､1971年に指宿かもめ会が中心となって建立された。毎年5月27日には追悼式が行われている。

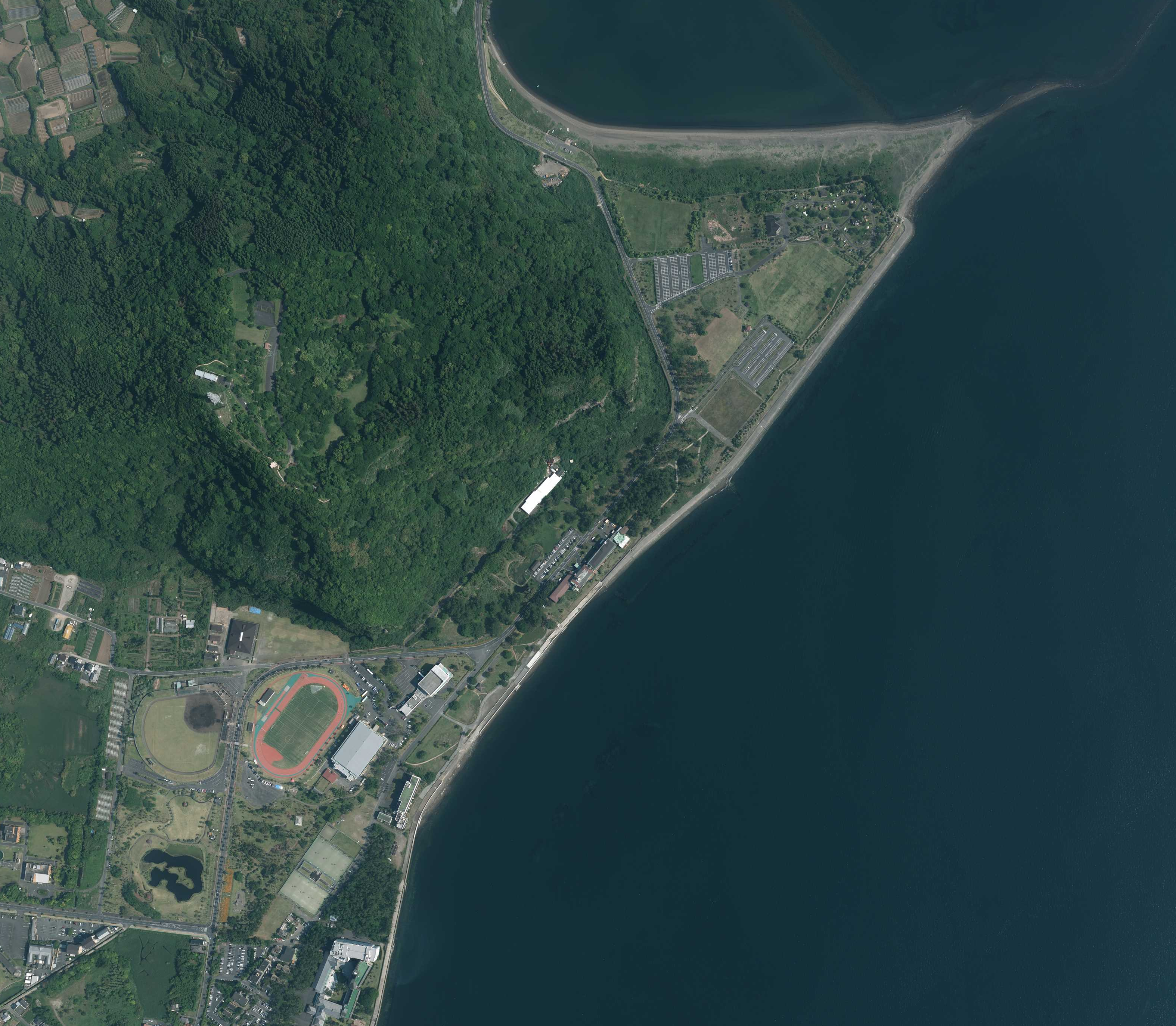
指宿海軍航空基地跡（2018
年）